# Антоан Жирар де Сент-Аман
Антоан Жирар де Сент-Аман (фр. Antoine Girard de Saint-Amant; 1594 - 1661) је био француски барокни песник и члан првог сазива Француске академије.

## Биографија
Рођен је у имућној протестантској породици, у Руану, главном граду Нормандије. Често је путовао по Европи. Око 1618. боравио је у Паризу, где се дружио са тадашњим најпознатијим либертинима. После 1631. био је једно време у Лондону, а затим и у Риму. Једно време је служио у морнарици. Године 1648, за време устанка против централне власти названог Фронда, отишао је у Шведску и Пољску. Касније се вратио у Париз и ту је и умро.
После Сент-Аманове смрти, око његовог имена створена је легенда о веселом боему и разузданом пијанцу. Међутим, ниједан савремени текст не пружа доказе за такве приче.
Иако је био веома начитан и образован, није познавао грчки и латински језик, али је говорио енглески и италијански. Био је свестран, занимале су га и природне науке. Током боравка у Фиренци посетио је чувеног италијанског научника Галилеја.
У периоду од 1634. године тј. од њеног оснивања, па све до смрти 1661. године, Сент-Аман је био члан на позицији 22. Француске академије.

## Стваралаштво
Сент-Аман је објавио неколико лирских збирки, а најпознатији је по својим поемама тј. епским спевовима.
Карактер Сент-Аманове поезије, која је често узимана као пример дескриптивно-реалистичне поезије, у ствари је двојак. Његова реалистична, дескриптивна поезија препуна је чулних утисака и дионизијске инспирације. Осим надахнутих описа чари вина, он се не либи да опева и сласти једне шунке, сира или диње. Написана у духу епикурејске етике, ова поезија задовоство од хране, пића и најразличитијих уживања подиже у ранг врхунских добара које човек може имати. С друге стране, дескриптивна форма Сент-Аману често служи само као оквир за изношење меланхоличних доживљаја лепоте, пролазности и усамљености. Његови описи природе јесу реалистични, али и набијени метафизичким значењима, прожети фином сетом и зебњом човека пред смрћу. У том контексту и његово препуштање разноврсним ужицима и поетским заносима може бити схваћено као свест о краткоћи овоземаљског живота чије сокове треба испити до краја.
Једна таква двослојна песма је Зима у Алпима. У првом слоју, дескриптивном, налази се зимски пејзаж са својом светлуцавом белином снега и леда, са оштрим и чистим ваздухом, док у другом слоју, скривеном између редова, сви атрибути зимског пејзажа израстају у симболе савршене чистоте, чедности и астралне узвишености једног готово нестварног света. Лепота алпских предела не рађа у песнику само чулно задовоство, већ и трансцедентни доживљај лепоте.
У појединим песмама Сент-Аман се показује као типични барокни песник, поготово када описује своје поетске визије смрти и кошмарних сновиђења. Тада је његов израз неумерен, разбарушен, препун нејасности, фантастичних елемената и смелих и алогичних метафора које у читаоцу изазивају језу и страву:
| „ | По паклу ја лутам, небесима ходим; Душа мога претка преда ме изађе: Та утвара лака, црним забрађена, Тужно огрнута покровом мртвачким, Ужасно, лагано, мом кревету приђе. Крв ми ледна поста, лице побледело; Од ужаса силног коса ми се диже; Трбух ми притиска неки страшан терет. Хтео бих да вичем, ал’ се залуд трудим: Уста ми затвара хладном руком својом. Преко огња смрадног, модро сивог, мрачног, Обличја некаквог сабласни ход слутим; Чујем око себе како нешто стење; Окренух се, спазих утвару мртваца: Ја тада урликнух до самога неба И, беживотан, блед, падох обезнањен. | ” |

Под утицајем савремених италијанских и шпанских барокних песника покушавао је да напише класичну епопеју. У томе није успео, као ни многи други припадници његове генерације, али је 1653. године објавио велику поему Спасени Мојсије. Сам ју је назвао „херојском идилом”. У њој има и лирских и епских елемената и снажног религиозног надахнућа.

## Критичка рецепција Сент-Аманове поезије
Класицистички критичари, пре свих Никола Боало, оспоравали су му таленат, не налазећи у његовим песмама меру, склад и добар укус. У 18. веку, веку рационализма, био је скоро заборављен. Тек су га романтичари поново „открили”, видевши у њему свог „књижевног претка”. Ипак, све до 20. века, био је познат само по неколико антологијских песама. Данас се Сент-Аман сматра значајним и карактеристичним песником француског барока.

## Коришћена литература
- Француска књижевност, књига прва, у оквиру Едиције стране књижевности, Издавачко предузеће „Нолит“, Београд, 1976.